# 瓜達爾卡納爾省
瓜達爾卡納爾省（Guadalcanal Province）是所羅門群島中部的一個省，幅蓋了瓜達爾卡納爾島大部分地區。面積5,336平方公里，1999年人口60,275人。首府霍尼亞拉自1983年以來不隸屬於本省。